# Mogorosi
Mogorosi est une ville du Botswana.